# Barnard (Marskrater)
Barnard ist ein Einschlagkrater auf dem Mars. Er befindet sich im Hochland südlich des Hellas-Beckens. Der Marskrater wurde von der Internationalen Astronomischen Union (IAU) 1973 zu Ehren des US-amerikanischen Astronomen Edward E. Barnard benannt.